# Inger Stevens
Inger Stevens (18 de octubre de 1934 - 30 de abril de 1970) fue una actriz estadounidense de origen sueco. 

## Biografía
Nació en Estocolmo con el nombre Inger Stensland. Mientras todavía vivían en Suecia, sus padres se divorciaron. Stevens se trasladó entonces con su padre a los Estados Unidos cuando tenía 13 años. A la edad de 16 años se marchó de casa y comenzó a trabajar en Nueva York como corista en espectáculos de poca categoría y de burlesque. Sin embargo, al mismo tiempo estudió en la prestigiosa escuela de interpretación Actor's Studio.
Más tarde consiguió introducirse en el mundo de la publicidad y la televisión e hizo anuncios y pequeñas apariciones en películas y series de televisión. En 1957 llegó su gran oportunidad, cuando le ofrecieron un papel en el largometraje Man on Fire, protagonizada por Bing Crosby. A partir de allí tuvo ofertas para participar en otras películas, algunas de las cuales fueron éxitos de taquilla.
No obstante, Stevens se convirtió en actriz popular más que por el cine por la televisión. Con su papel protagonista en la serie The Farmer's Daughter obtuvo un éxito muy considerable, al igual que con sus apariciones en series como The Twilight Zone, Bonanza , Ruta 66 y The Hitchcock Hour.
Su vida personal estuvo marcada por romances intensos y desgracias. A un intento de suicidio tras asistir a la fiesta de año nuevo de 1958 le siguió un amago de intoxicación con monóxido de carbono durante la filmación de "Cautivos del Terror", y en 1961 fue la última pasajera en abandonar un avión que se estrelló al aterrizar en Lisboa. Algunos años antes de su deceso, Stevens confesó en entrevista que a menudo se sentía deprimida no solo por dichos eventos, sino por varios infortunios como el provenir de un hogar roto, el fracaso de su matrimonio y un continuo sentimiento de soledad.
En abril de 1970, Inger fue contratada para trabajar en la serie de crímenes Juego mortífero (The Most Deadly Game), pero menos de una semana después su ama de llaves la encontró inconsciente en el piso de la cocina. Murió camino del hospital por intoxicación aguda de barbitúricos (una combinación letal de fármacos y alcohol).
Después de su muerte se supo que desde 1961 había estado casada en secreto con Ike Jones, un actor afroamericano, algo que por aquel entonces no era tolerado en Hollywood. Anteriormente ya había estado casada con Anthony Soglio durante tres años. Cuando murió, Stevens tenía sólo 35 años.

## Filmografía
- 1969 - Dream of kings
- 1968 - Castillo de naipes
- 1968 - El póker de la muerte de Henry Hathaway.
- 1968 - Hang 'Em High
- 1968 - Madigan
- 1968 - Firecreek
- 1967 - A Time for Killing
- 1967 - A Guide for the Married Man
- 1964 - The New Interns
- 1959 - The World, the Flesh and the Devil
- 1958 - The Buccaneer
- 1958 - Cry Terror
- 1957 - Man on Fire